# Provincia de La Habana
La provincia de La Habana es una provincia de Cuba, que desde 2011 coincide con el territorio de la ciudad de La Habana. El territorio de la provincia es la sede de los órganos superiores del Estado cubano y de su administración provincial. Entre 1976 y 2011 la provincia de La Habana comprendía el territorio de las actuales provincias de Artemisa y Mayabeque, y no incluía a la ciudad de La Habana. Entre 1976 y 2011 la ciudad de La Habana era la provincia de Ciudad de La Habana, hoy extinta.

## Cívica

Segmentación o partición de la antigua Provincia de La Habana.

La provincia de La Habana fue creada en 1878, siendo una de las seis provincias en las cuales se dividió la isla, todavía bajo el dominio colonial español. En la división político administrativa de 1976, en la cual se dividió al país en 14 provincias, la primera provincia de La Habana fue dividida en «Ciudad de La Habana» (capital) y «La Habana», con las áreas que rodeaban a la capital. La primera de ellas integró los territorios de la región metropolitana de La Habana, básicamente, los antiguos municipios de La Habana, Marianao, Guanabacoa, Regla, Santiago de las Vegas y Santa María del Rosario así como otras zonas colindantes.

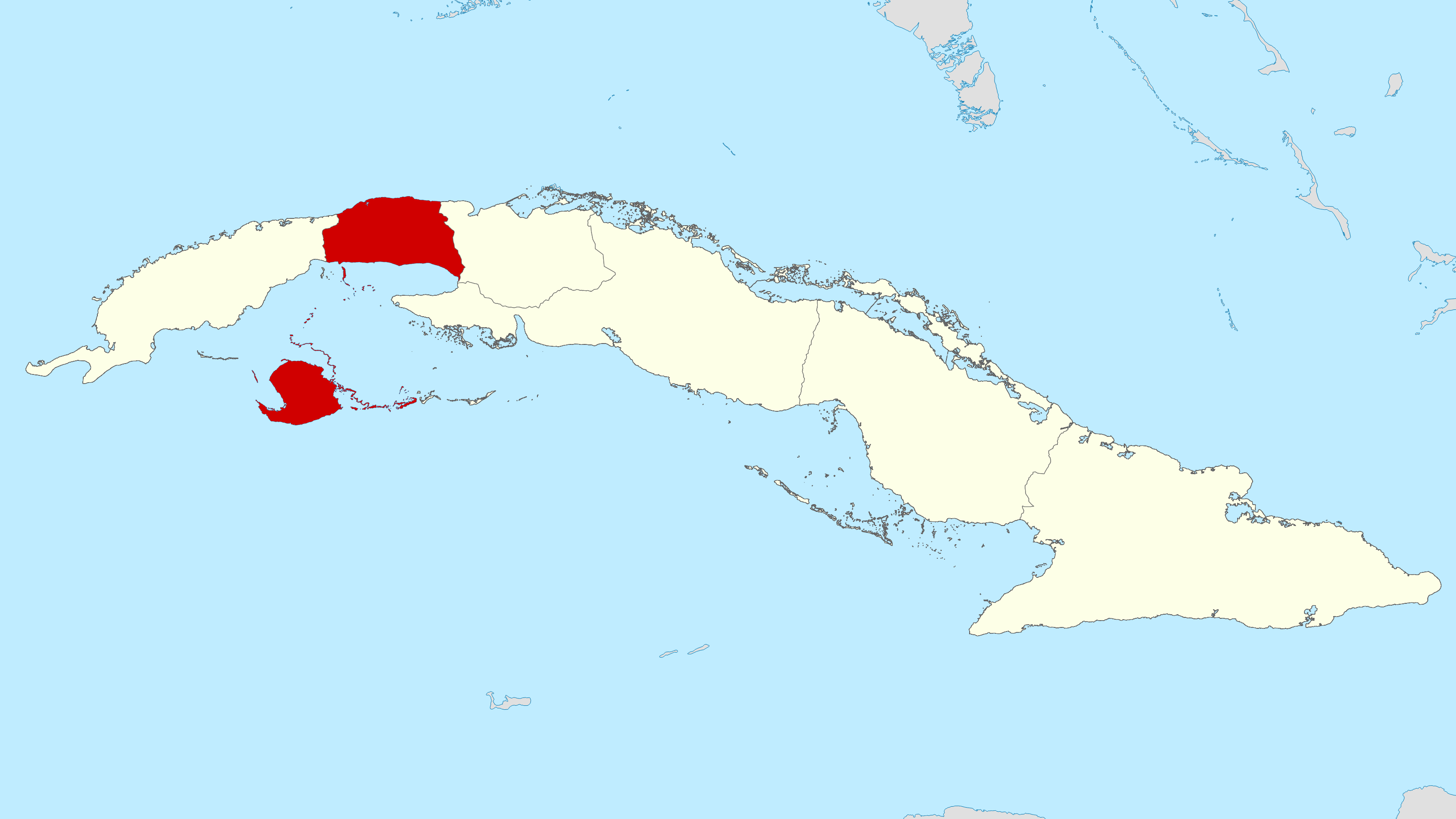
Provincia de La Habana en 1878

El 1 de agosto de 2010 la Asamblea Nacional decidió otra modificación de la organización territorial de Cuba, segmentando la entonces conocida como «provincia de La Habana», llamada coloquialmente «Habana Campo» en dos nuevas provincias, denominadas Artemisa, al oeste, y Mayabeque, al este, lo que implicaba que, a partir del 1 de enero de 2011 (fecha de la entrada en vigor de dicha resolución), sólo hubiera una provincia cubana que se llamase «de La Habana», en lugar de dos; razón por la que también se acordó el cambio de denominación de «provincia de Ciudad de La Habana» por la de «provincia de La Habana», sin necesidad alguna de mayores añadidos para, así, poder distinguirla o individualizarla. Además, tres municipios de la provincia de Pinar del Río (Bahía Honda, Candelaria y San Cristóbal) fueron transferidos a la nueva provincia de Artemisa.
Entre 1976 y 2010, la administración provincial de la entonces conocida como «provincia de La Habana» tuvo su sede en el territorio de la provincia de Ciudad de La Habana, ya que carecía de capital propia.
| Situación anterior (entre 1976 y 2010): - Provincia de Ciudad de La Habana → - Provincia de La Habana (sede: La Habana) → | Situación actual (desde 2011): - Provincia de La Habana. - Provincias de Artemisa y Mayabeque. |  |

## Geografía

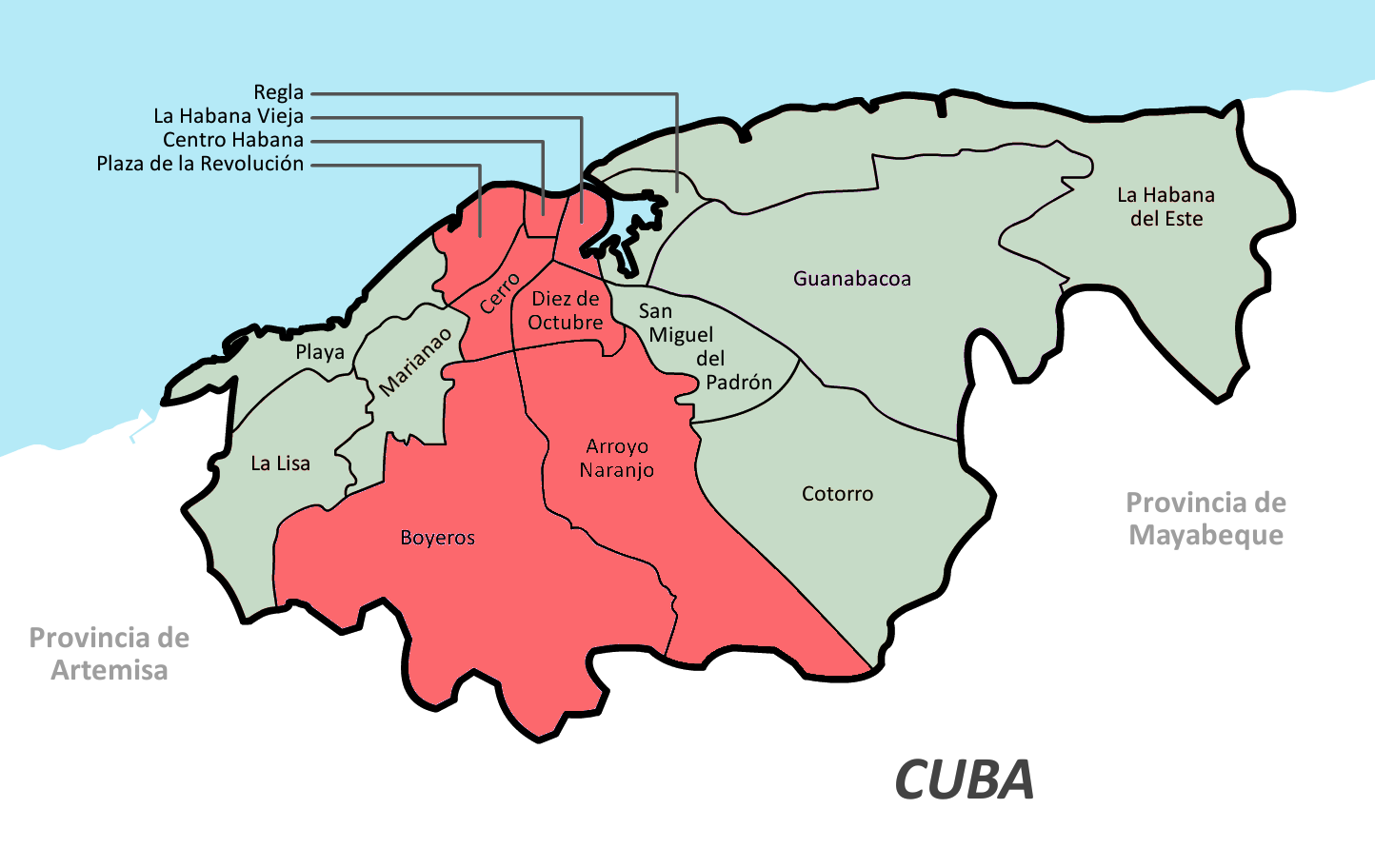
División administrativa (municipios) de la provincia.

### Ubicación
Está situada en el Occidente de Cuba, en el litoral norte, entre los 22 grados de latitud norte y los 82 grados de longitud oeste. Limita al norte con el estrecho de la Florida, al este y al sur con la provincia de Mayabeque y al oeste con la provincia de Artemisa.

### Geografía física
Su territorio está ocupado por la llanura y las alturas de La Habana-Matanzas. Las costas ocupan todo el límite norte, próxima al centro se localiza la bahía de La Habana y al este se encuentran varias playas de gran belleza. Su hidrografía está representada por los ríos Almendares, Martín Pérez, Quibú, Cojímar, Bacuranao y los embalses Bacuranao y Ejército Rebelde.

### Datos básicos
Es la provincia más pequeña del país y la más poblada, con alrededor del 45 % de la población. Tiene una extensión superficial de 1288 km² donde habitan 5 005 972 personas al cierre del 31 de diciembre de 2019, con una densidad de población de 2942,91 hab/km². La totalidad de su población es urbana y rural.
| Año 2021 | Mujeres   | Hombres   | TOTAL     |
| Urbano   | 1 819 026 | 2 501 250 | 4 320 276 |
| Rural    | 381 683   | 428 366   | 810 049   |
| Total    | 2 200 709 | 2 929 616 | 5 130 325 |

Fuente: Oficina Nacional de Estadística y Población (ONEP)

## Instituciones provinciales
La representación de los órganos del Estado y Gobierno en la provincia la ostenta el Gobierno Provincial del Poder Popular, conformado por un gobernador, un vicegobernador y un Consejo Provincial. El gobernador es el máximo órgano ejecutivo-administrativo en la provincia, es elegido a propuesta del presidente de la República por los delegados de las Asambleas locales del poder popular por 5 años y organiza y dirige la Administración Provincial para lo cual se asiste de la entidad administrativa correspondiente. La sede de ambos órganos está en la avenida de las Misiones del municipio de La Habana Vieja.
La representación del poder judicial la tiene el Tribunal Provincial Popular con sede en la calle Brasil (Teniente Rey) del municipio de La Habana Vieja. La Fiscalía Provincial se encuentra en la calle F del municipio de plaza de la Revolución.

### Presidentes del Consejo de Administración (antes Comité Ejecutivo) de la provincia de La Habana (o Ciudad de La Habana)
- Pedro Chávez González (1986-1991)
- Oscar Fernández Mell (1991-1994)
- Conrado Martínez Corona (1994-2003)
- Juan Contino Aslán (2003-2011)
- Marta Hernández Romero (2011-2018)
- Reinaldo García Zapata (2018-2019)

### Gobernador y vicegobernador provincial (a partir 18-1-2019)
- Gobernador: Reinaldo García Zapata
- Vicegobernador: Yanet Hernández Pérez

## División administrativa

### Municipios
La provincia de La Habana se compone a partir de 1976 de quince municipios. Integra los territorios de los antiguos municipios (anteriores a 1963) de La Habana, Marianao, Guanabacoa, Regla, Santiago de las Vegas y Santa María del Rosario, así como otras zonas colindantes.
| Municipio              | Cabecera municipal            | Repartos, barrios y poblados                                                                                                  |
| Arroyo Naranjo         | Zona urbana de Arroyo Naranjo | Poey, Santa Amalia, Mantilla, La Palma, Víbora Park, Los Pinos, Managua, Calvario, Güinera, Eléctrico, Párraga.               |
| Boyeros                | Rancho Boyeros                | Santiago de las Vegas, Rancho Boyeros, Calabazar, Abel Santmaría, Fontanar, Wajay, Altahabana, Capdevila, Aldabó.             |
| Centro Habana          | Todo el municipio             | Cayo Hueso, Dragones (Barrio Chino), Colón, Los Sitios, Pueblo Nuevo.                                                         |
| Cerro                  | Zona urbana del Cerro         | El Cerro, Casino Deportivo, Las Cañas, Palatino, El Canal.                                                                    |
| Cotorro                | Cotorro                       | Santa María del Rosario, Cotorro, Cuatro Caminos, Alberro.                                                                    |
| Diez de Octubre        | Todo el municipio             | Víbora, Santos Suárez, Lawton, Luyanó, Sevillano, Vista Alegre, Tamarindo.                                                    |
| Guanabacoa             | Antigua villa de Guanabacoa   | Guanabacoa, Chibás, D'Beche, Minas, Barreras, La Jata.                                                                        |
| La Habana del Este     | Reparto Alamar                | Alamar, Camilo Cienfuegos, Guiteras, Villa Panamericana, Cojímar, Guanabo, Boca Ciega, Campo Florido.                         |
| La Habana Vieja        | Todo el municipio             | Barrios del casco histórico, Tallapiedra                                                                                      |
| La Lisa                | Zona urbana de La Lisa        | La Lisa, Alturas de la Lisa, Arroyo Arenas, Punta Brava, Arimao, El Cano, San Agustín, La Coronela.                           |
| Marianao               | Todo el municipio             | Los Quemados, Pogolotti, Los Pocitos, Santa Felicia, El Palmar, Belén, Zamora, Coco Solo.                                     |
| Playa                  | Todo el municipio             | Miramar, Buenavista, La Ceiba, La Sierra, Kolhi, Siboney, Atabey, Santa Fe, Jaimanitas, Flores, Cubanacán, Almendares.        |
| Plaza de la Revolución | Todo el municipio             | El Vedado, Nuevo Vedado, Príncipe, Plaza, Puentes Grandes.                                                                    |
| Regla                  | Núcleo urbano de Regla        | Regla, Casablanca. |
| San Miguel del Padrón  | Núcleo urbano de San Miguel   | San Miguel, Diezmero, Alturas de Luyanó, Rocafort, San Fco. de Paula, Jacomino, California, Juanelo, La Rosalía, La Fernanda. |

#### Arroyo Naranjo
Municipio del sur de la ciudad con amplias zonas suburbanas. Incluye las barriadas de La Palma, Santa Amelia, Párraga, Mantilla, El Calvario, Reparto Eléctrico, Las Guásimas, Managua, etc. También las áreas del parque Lenin y el Jardín Botánico Nacional.

#### Boyeros
Municipio del sur de la ciudad, que coincide en su mayor parte con el antiguo municipio de Santiago de las Vegas, incorporando las barriadas de Altahabana, Los Pinos, Fortuna y Capdevila. Es un municipio con amplio desarrollo industrial e incluye el Aeropuerto Internacional José Martí. Se conoce también por la Feria Agropecuaria de Boyeros, así como por la sede del Zoológico Nacional y el parque Río Cristal.
Incluye el Hospital Nacional Enrique Cabrera, El Hospital Pediátrico William Soler, el de Rehabilitación Julito Díaz y el Hospital Psiquiátrico de La Habana.

#### Centro Habana

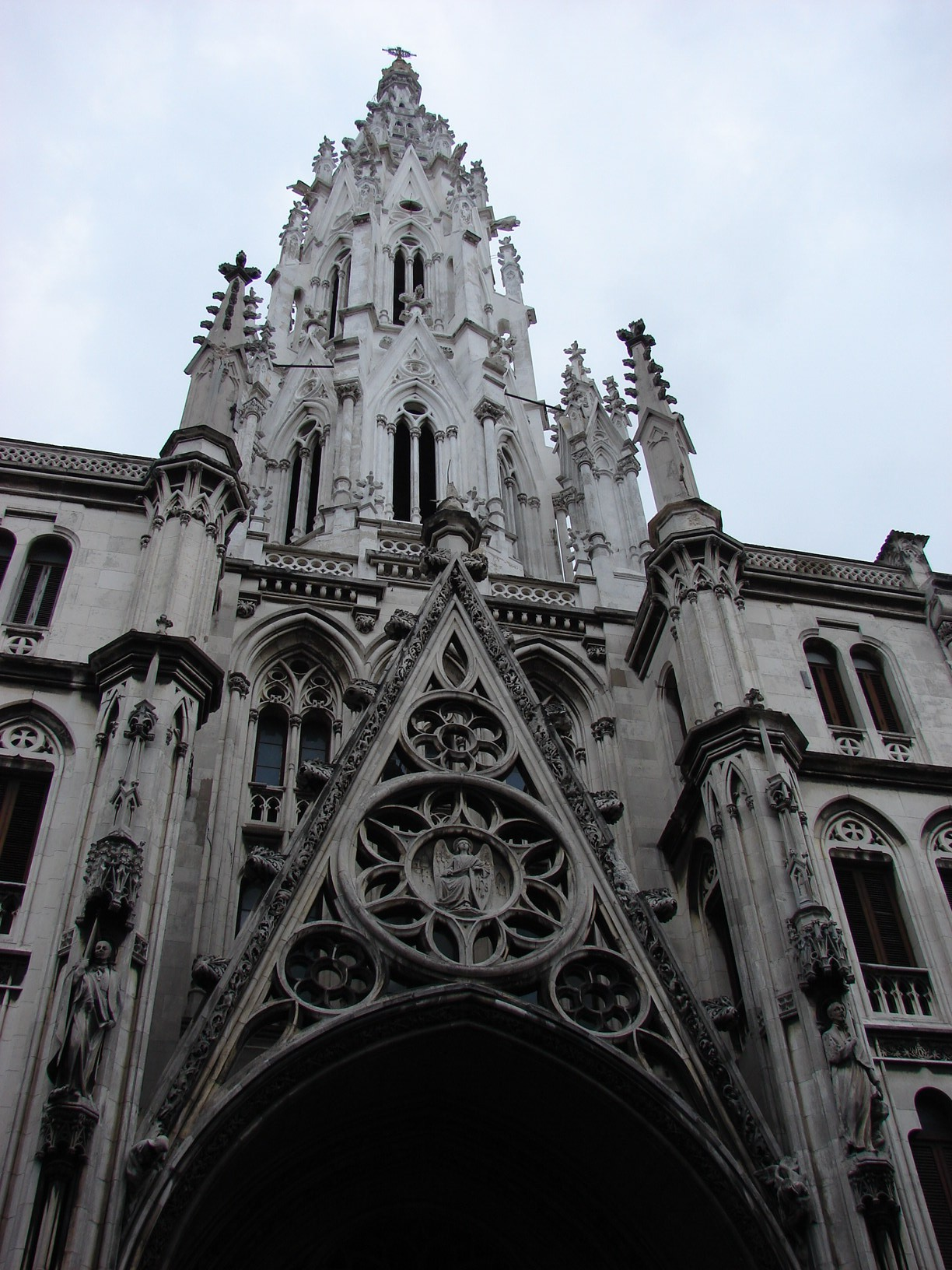
Iglesia del Sagrado Corazón de Jesús en La Habana

Se encuentra en la parte norte y central de la ciudad y al oeste de la bahía, tiene como límites al norte: el Estrecho de la Florida, al sur: el municipio Cerro, al este: el municipio Habana Vieja y al oeste: el municipio Plaza de la Revolución. Es el municipio más pequeño con una extensión superficial de 3,5 km². Tiene una población de 158 763 habitantes. Es el más densamente poblado con 45 360,9 habitantes por km².
Los asentamientos poblacionales del hoy municipio Centro Habana datan de los primeros años coloniales; están estrechamente vinculados a la fundación de la Villa de San Cristóbal de La Habana (1514-1519), cuya posición privilegiada como Llave del Golfo de México despierta la codicia del mundo europeo, expresada en los constantes ataques de corsarios y piratas; como el que realiza el 10 de julio de 1555, Jacques de Sores. Posteriormente se construyó el cinturón amurallado (1667-1680) dividiendo a la ciudad en dos zonas bien definidas: intramuros y extramuros.
La actividad económica de Centro Habana se basa en el comercio, servicios, turismo y una industria fundamentada en las confecciones textiles, materiales higiénico-sanitarios, reactivos químicos, tabaco torcido, ampolletas, libros, libretas y folletos, concentrado de bebidas, licores y refrescos, láminas y piezas para la industria electrónica.
En el municipio se encuentra la Escuela de Música Amadeo Roldán, los teatros América, el cine-teatro Astral, y el teatro Musical y el Barrio Chino, y se encuentra grandes Centros Comerciales como Ultra, La Época, Carlos III y el Tensen (Trasval).

#### Cerro
El municipio tiene una extensión superficial de 10,3 km². Posee una población de 132 667 habitantes y tiene una densidad poblacional de 12 880,3 hab./km².
La industria constituye el peso económico del Cerro y dentro de sus fábricas fundamentales se cuentan: fábrica de cervezas Miguel Oramas (La Polar), Fábrica de vinos Fortín (antigua Coca-Cola), dos fábricas de jabones y detergentes, tres laboratorios de productos farmacéuticos, Fábrica de cigarros "Orlando Nodarse" (H. UPMANN), Ronera Bocoy, Empresa Gráfica “Federico Engels” y la fábrica de pistones "1.º de mayo".
Entre sus principales atracciones se encuentra el "Estadio Latinoamericano" (béisbol) y la Ciudad Deportiva con la principal arena techada del país. En el territorio se encuentra además los hospitales Clínico Quirúrgico 10 de Octubre, Clínico Quirúrgico Salvador Allende, Joaquín Albarrán, Pediátrico de Centro Habana, Pediátrico del Cerro y el Instituto de Neumología.

#### Cotorro
Suburbio industrial de la capital, al sureste, atravesado por la carretera Central y la Autopista Nacional. La principal industria es la acería "Antillana de Acero", la mayor del país.
El territorio perteneció antiguamente al municipio de Santa María del Rosario, que constituye actualmente un poblado incluido en este municipio. Se conserva la iglesia del Santa María, llamada la "catedral de los campos de Cuba".

#### Diez de Octubre
Está situado en la parte centro-norte de la provincia, con una extensión territorial de 12,14 km². Tiene una población de 228 365 habitantes con una densidad de población de 18 873,1 hab./km². Abarca las barriadas de La Víbora, Lawton, Luyanó, El Sevillano, Naranjito y Santos Suárez.
Entre sus principales producciones y servicios se cuentan: la reparación de refrigeradores y vagones de ferrocarril, producción de losas de siporex, cigarros, condimentos, alcohol, galletas finas y el procesamiento de carnes y embutidos en dos importantes combinados cárnicos.

#### Guanabacoa
Antigua villa en las cercanías del puerto de La Habana, que fuera hasta 1963 un municipio independiente de ésta.
El actual municipio tiene una extensión territorial de 127.4 km². Cerca del 50 % del territorio es suburbano o rural y la mayoría de la población está concentrada hacia la región oeste en unos 27 km² de zona urbana, correspondiente al casco de la antigua villa de Guanabacoa. Está ubicado a 10 km al este del centro de la ciudad. Tiene una población de 112 893 habitantes, es el municipio con menos densidad de población con 885,7 hab./km².
La industria sideromecánica, con más del 33 % del monto de la producción mercantil del territorio, y la básica, con una cifra similar, representan el peso predominante en la economía local, seguidas de las fábricas textiles y de alimentos. Existen ocho empresas de la industria sideromecánica. Por su parte la Unión Geominera, con 12 entidades, se ocupa de la extracción de áridos para la construcción. Cuenta además con 320 centros fabriles, algunos de la industria alimentaria como Doña Delicias, productor de mayonesa.

#### Habana del Este
Es el municipio más grande de la provincia con una extensión territorial de 144,9 km². Se encuentra ubicado en la costa norte, al este de la Bahía de La Habana y comprende una franja costera de 20 kilómetros de largo aproximadamente. Incluye las nuevas barriadas de Alamar, Villa Panamericana, Camilo Cienfuegos y Reparto Guiteras, así como los antiguos poblados de Cojímar y Campo Florido. Allí se encuentran las llamadas playas del este de La Habana (Bacuranao, Boca Ciega, Santa María, Guanabo, etc.). Posee una población de 178 419 habitantes. Tiene una densidad poblacional de 1231,3 hab./km².
Los renglones económicos del municipio son: la ganadería, construcción, servicio de transporte, industria ligera y pesca.
En Guanabo hay petróleo de mejor calidad que en las restantes zonas del Este. Es un petróleo ligero, fundamentalmente en playa Veneciana donde se explotan algunos pozos. Existen cuatro pozos que se les está explotando el gas metano que se emplean en las cocinas.
El turismo se va desarrollando y en la actualidad se están remodelando instalaciones turísticas y se están construyendo nuevas.
Incluye también el complejo deportivo del Estadio Panamericano (Atletismo y Fútbol) con Piscinas Olímpicas y Velódromo.

#### La Habana Vieja
En La Habana Vieja está el centro histórico con bellísimos edificios barrocos, art nouveau y art decó entre ellos la Catedral de La Habana, el Palacio de los Capitanes Generales, varios castillos y fortalezas (La Punta, de El Príncipe, Atarés y de la Real Fuerza), el Capitolio, cine Payret, Gran Teatro de La Habana. Íntimos lugares que rezuman historia son la plaza de Armas, con su vecino El Templete, y la Alameda de Isabel II, hoy paseo de Martí.
El centro histórico y su sistema de fortificaciones es declarado Monumento Nacional el 6 de junio de 1978 y posteriormente como Patrimonio de la Humanidad por la UNESCO, durante la VI reunión del Comité del Patrimonio Mundial, celebrada del 13 al 17 de diciembre de 1982, en París.

#### La Lisa
La Lisa es uno de los municipios más occidentales de la provincia Ciudad de La Habana, antiguo suburbio de la ciudad de Marianao, posee una configuración alargada y colinda con la vecina provincia de Artemisa. Su extensión territorial es de 37,5 km². Posee una población de 130 969 habitantes y tiene una densidad poblacional de 3492,5 hab./km².
En él se encuentran importantes centros de salud, tanto nacionalmente como internacionalmente]:
- El Instituto de Medicina Tropical “Pedro Kourí” (IPK), centro de gran prestigio en temas de enfermedades exóticas. Ha desarrollado diferentes diagnósticos de enfermedades, como el dengue, sida y otras de origen viral.

- El “Instituto Finlay”, Centro de Investigación de Sueros y Vacunas, fue la institución que desarrolló la primera vacuna efectiva contra la meningitis causada por el meningococo B, por lo cual ha recibido diferentes reconocimientos internacionales.

- El Hospital Ortopédico Internacional Frank País

Posee desarrollo industrial, destacándose la industria del vidrio y la automotriz.

#### Marianao
Antigua ciudad y municipio independiente de la capital y en la actualidad fusionado urbanísticamente con La Habana. Tiene una extensión territorial de 21,3 km², y limita al norte con Playa (desgajado también de Marianao), al este con el Cerro y Plaza de la Revolución, al sur con Boyeros y al oeste con La Lisa. Reside una población de 135 639 habitantes con una densidad poblacional de 6368,0 hab./km².
Marianao cuenta con el Hospital Militar “Carlos J. Finlay”, el Hospital Gineco-obstétrico “Dr. Eusebio Hernández” (Maternidad Obrera), el Hospital Oftalmológico “Ramón Pando Ferrer” (La Ceguera), el mejor cabaret de Cuba y uno de los más famosos del mundo: el Cabaret Tropicana, con más de medio siglo ofreciendo lo mejor de la música cubana, la danza y el arte caribeño.
También se encuentran el Instituto Superior Politécnico “José. A. Echevarría” (el mayor de su tipo en el país, proyectado e iniciado en la década del 50, concluido y ampliado después del triunfo de la Revolución), el Instituto Superior Pedagógico “Enrique José Varona” (la principal Universidad Pedagógica de Cuba), el Instituto Técnico Militar “José Martí” y especialmente, el gran complejo educacional “Ciudad Escolar Libertad”, que abarca un área de 2,6 km² y comprende dos círculos infantiles, un concentrado de preescolar, seis escuelas primarias, tres escuelas especiales —una de débiles visuales, una para niños autistas y otra de retardo en el desarrollo psíquico—, tres secundarias básicas, y un politécnico de la rama industrial.

#### Playa

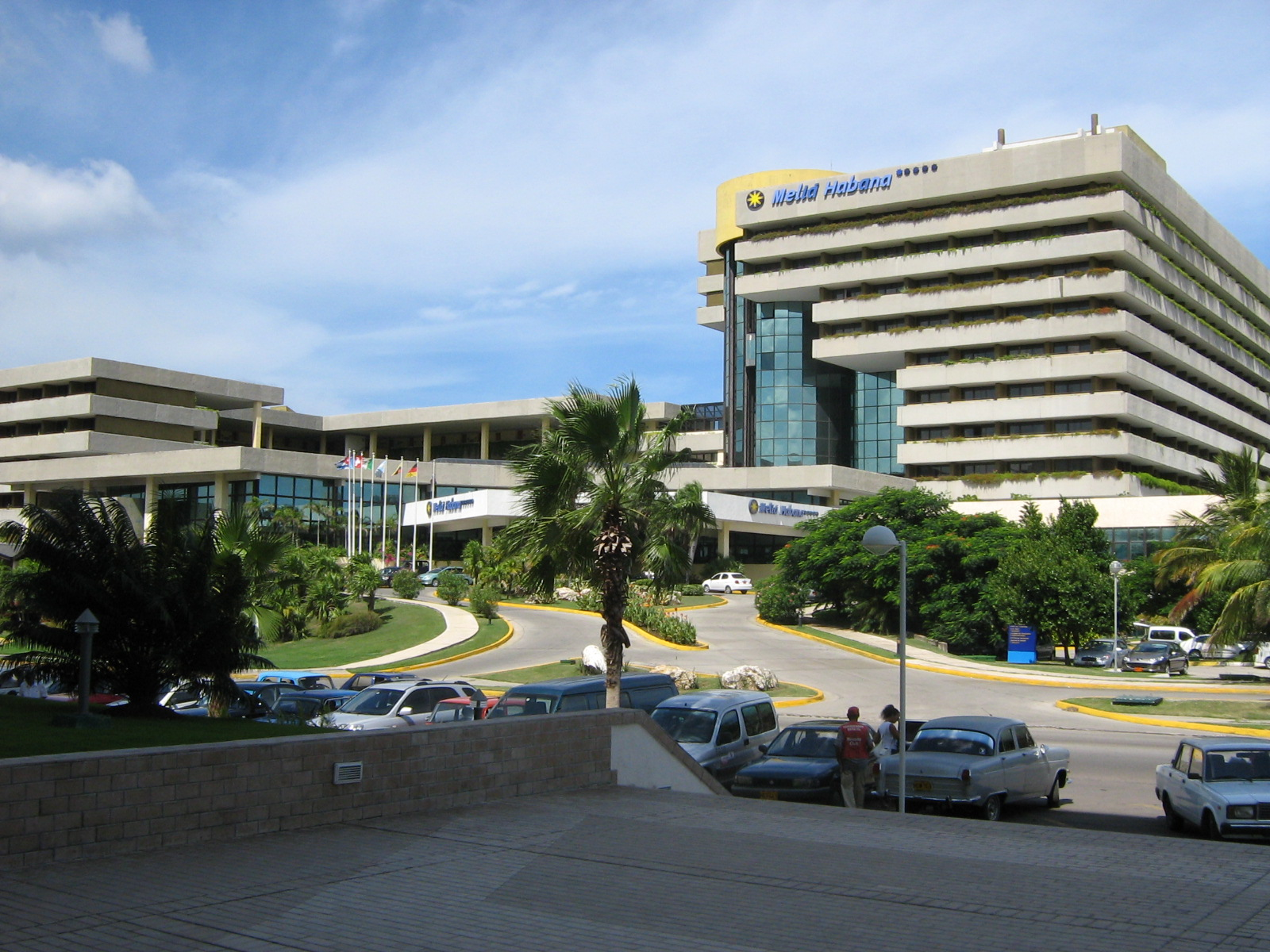
Hotel Meliá Habana en la zona de negocios de Miramar.

Está situado al noroeste de la provincia, con una extensión de 36.2 km². Por su ubicación geográfica hay antecedentes socioculturales, económicos y políticos que lo vinculan estrechamente a los antiguos municipios de Marianao y Bauta. Cuenta el territorio con 12 km de costa que sirven como marco apropiado a instalaciones para el turismo y varios círculos sociales. Tiene una población de 187 580 habitantes con una densidad poblacional de 3025,1 hab./km².
El territorio que actualmente ocupa el municipio Playa fue una zona propicia para el asentamiento aborigen, por su proximidad a la costa y cuatro ríos relativamente cercanos. Es uno de los territorios de la provincia con el “mejor exponente de la temática aborigen”, por la mayor cantidad de evidencias encontradas la que presenta una de las más ricas colecciones arqueológicas.
Cuenta con el mayor Polo Científico del país, el Palacio de las Convenciones, el Acuario Nacional, la Maqueta de La Habana, Teatro Karl Marx, El Centro Internacional de Negocios de Miramar (Miramar Trade Center) numerosos restaurantes. Sus principales actividades económicas y sociales la constituyen la Salud, la Educación, el Turismo, las Investigaciones Científicas y la Industria Médico-farmacéutica. Las transformaciones de los últimos años han convertido al territorio en el principal productor de medicamentos y vacunas del país.

#### Plaza
El municipio Plaza de la Revolución tiene una extensión de 11,8 km² y limita al norte con el Malecón (4 km de costa). Incluye la céntrica barriada de El Vedado, así como Nuevo Vedado. La población de este territorio asciende a 173 239 habitantes, además existe una población flotante de 20 000 a 30 000 personas diarias, estas cifras pueden ser aun superiores por motivo de trabajo o estudio.
Plaza es llamada “Capital de la Capital” ya que aquí se concentran la mayor cantidad de organismos de la administración central del Estado, la más importante red hospitalaria del país, centros de cultura, recreación, salones de exposiciones, galerías, museos, además de resumir en su población residente y flotante todas las aristas posibles que indican la universalidad esencial de la cubanía.
Posee disimiles instalaciones culturales y deportivas de gran importancia, tanto local como nacional. Algunas de ellas son: Teatro Mella, Teatro Nacional de Cuba, el complejo deportivo Ramón Fonst, Biblioteca Nacional José Martí (que posee más de dos millones de documentos en general) y varios centros nocturnos ubicados en la barriada "el Vedado" (centro cultural de la ciudad).

#### Regla
Antigua ciudad y municipio ubicado en el lado sur de la Bahía de La Habana, a lo cual debe el sobrenombre de "ultramarino pueblo de Regla". La componen, geográficamente, dos regiones bien definidas enlazadas por tierra y por mar: Casablanca y Regla. Con una extensión territorial total de 9,2 km², colinda al norte con Habana del Este, al sur con San Miguel del Padrón, al este con Guanabacoa y al oeste con Habana Vieja. Tiene una población total de 44 501 habitantes y una densidad de población de 4837,1 hab./km².
Es el segundo municipio con mayor peso económico en la ciudad y en él están comprometidos más del 50 % de las actividades del puerto capitalino, así como la totalidad de las inversiones que en materia de desarrollo se ejecutan en esa rada habanera.
Dentro de sus producciones fundamentales se encuentran: la refinación de petróleo, gas licuado, producciones de aluminio, captura bruta de pescado congelado y harina de trigo, así como cuenta con astilleros e industrias de construcción. Los principales objetivos económicos del municipio son: La Flota Cubana de Pesca, la Flota del Golfo, la Terminal Pesquera, la Brigada Pesada de Construcción y los Diques.
Regla cuenta con tres monumentos nacionales: el santuario de Regla, el Palacio Municipal y la colina Lenin. El Liceo Artístico y Literario fundado en 1878 está considerado como Monumento Local. Un símbolo característico de la cultura popular de esta localidad lo encontramos en la comparsa “Los Guaracheros de Regla” que ha obtenido premios no solo en el ámbito nacional sino también en el internacional y cuya presencia ya es habitual en los carnavales mexicanos de Veracruz.

#### San Miguel del Padrón
Tiene una extensión territorial de 25,7 km² y una población de aproximadamente de 155 692 habitantes, de ellos 74 939 son hombres y 80 753 mujeres. La densidad demográfica alcanza los 5655 hab./km². Es el séptimo municipio en superficie y el sexto más poblado.
El municipio incluye las barriadas de Virgen del Camino, Luyanó Moderno, Barrio Obrero, Juanelo, Diezmero, San Francisco de Paula y otras. San Miguel tiene como atracción fundamental la "Finca Vígia" donde vivió Ernest Hemingway durante más de veinte años.
Algunas industrias relevantes son: Planta Motores TAÍNO, Combinado Industrial Juan Milián, Empresa de Aseguramiento del Cemento y Empresa de Envases Metálicos Luis Melián. En el municipio nace la Autopista Nacional.

## Economía
Están representadas todas las actividades económicas. Su base fundamental es la industria y los servicios, así como los centros de administración política y económica del país. Industrias: alimentaria, farmacéutica, biotecnológica, ligera, pesca, textil, refinería de petróleo, fábricas de cigarros y tabacos, y siderúrgica. Posee el mayor puerto de Cuba donde predominan la carga y descarga de mercancía. 33 % de tierras agrícolas, 4 % de tierras forestales. La Ciudad de La Habana aporta más del 43 % del PIB nacional. El ritmo de crecimiento anual promedio de este indicador en la provincia entre 1995 y el 2000 fue de 10,7 %.
Cuba tiene aún enormes recursos minerales: Las grandes reservas de níquel y hierro de la provincia de Holguín son una de las mayores del mundo. Cuba tiene también grandes reservas de cromo, cobalto, cobre y manganeso, teniendo, en menores cantidades, zinc, oro, plata y plomo.
Asimismo, tiene la capacidad de producir la mitad del manganeso químico del mundo y es la segunda fuente de este mineral, después de Brasil, del hemisferio occidental. El valor de las reservas de cobre hacen que Cuba tenga el decimotercer puesto de las reservas de cobre del mundo, y el cuarto puesto en América Latina.
Desde 1914, en Bacuranao, se había descubierto que Cuba podía poseer algo de petróleo. En 1954, el Grupo Tarabuca, una compañía petrolera, descubrió una bolsa muy rica en Jatibonico. En 1956 hubo otro descubrimiento importante, también en Jatibonico, y otro, de iguales dimensiones en Yayabo, Pinar del Río, pero estos yacimientos no han sido explotados adecuadamente, dada las condiciones económicas imperantes y a que toda la tecnología desarrollada hasta el momento tiene que ser importada. El descubrimiento más importante que se ha hecho hasta el momento ha sido en las aguas nacionales cubanas en el golfo de México. Según la compañía española Repsol YPF, que ha estado perforando en la zona, cree que puede haber una reserva de 1600 millones de barriles de petróleo de excelente calidad, aunque el embargo de Estados Unidos pudiera ser un grave problema, ya que mucho del equipo de alta tecnología para extraer el crudo desde esas profundidades es estadounidense.

## La Habana en cifras (primer semestre de 2005)
Con respecto al país, la provincia es:
1.- 47,7 % del volumen de inversiones
2.- 25,3 % de la circulación mercantil minorista
3.- 45 % de los ingresos del turismo
4.- 25,1 % de los gastos de seguridad social
5.- 23,3 % del comercio minorista
6.- 46 % de las líneas telefónicas
7.- 42 % de la recaudación tributaria
8.- 60 % de la transportación de carga y descarga de los pueblos
9.- 40,8 % de la producción mercantil
10.- 34 % de la producción industrial
11.- 44 % de los turistas que visitan al país
12.- 24,1 % del consumo de portadores energéticos

## Turismo
Principal polo turístico del país, posee una amplia red hotelera en desarrollo. Sus principales atractivos son el patrimonio histórico-cultural y recreativo de la ciudad donde sobresalen el centro histórico de La Habana Vieja, las playas, las áreas recreativas de parques suburbanos como el Zoológico Nacional, jardín botánico y parque Lenin, y el área de exposiciones permanentes de EXPOCUBA. También existe una amplia planta de museos, galerías, teatros, restaurantes, salas de baile, cabarets, etc.

## Servicios sociales
Educación: 408 círculos infantiles, 860 escuelas primarias, 388 centros de enseñanza media, 78 institutos tecnológicos, 30 centros de enseñanza superior, y 120 de otros tipos de enseñanza.
Salud: 119 hospitales, 162 policlínicos, 69 clínicas estomatológicas.
19,790 médicos de la familia, 112,7 médicos por cada 10 000 habitantes (2008). Mortalidad infantil: 7 por cada mil nacidos vivos.